# Уттенвайлер
Уттенвайлер (нім. Uttenweiler) — громада в Німеччині, знаходиться в землі Баден-Вюртемберг. Підпорядковується адміністративному округу Тюбінген. Входить до складу району Біберах.
Площа — 49,78 км2. Населення становить 3633 ос. (станом на 31 грудня 2020).